# Atari

Varianta loga

Atari, Inc je součástí společnosti Infogrames, producenta počítačových her, která pod tímto názvem vystupuje na americkém trhu. Původně se jednalo o průkopnickou firmu v oblasti počítačových her (počátky jsou v oboru arkádových her). V osmdesátých letech minulého století patřila mezi nejvýznamnější tvůrce domácích počítačů i počítačových her.
V druhé polovině devadesátých let se dostala vlivem série špatných obchodních rozhodnutí i svých akcionářů do krize a několikrát změnila majitele a zcela se přestala věnovat původnímu zaměření. Počátkem nového tisíciletí firma vydává nové hry a také herní retro konzole.

## Historie
Od počátku éry hracích automatů byla Atari zodpovědná za domácí herní konzole jako Atari 2600 (VCS); vyprodukovala sérii osmibitových počítačů (Atari 400 & 800); participovala v revoluci 16bitových počítačů s Atari ST; vytvořila na svou dobu revoluční 64bitovou konzoli Atari Jaguar a vytvořila jednu z prvních přenosných herních konzolí Atari Lynx.

### Sedmdesátá léta: Vzestup herního impéria

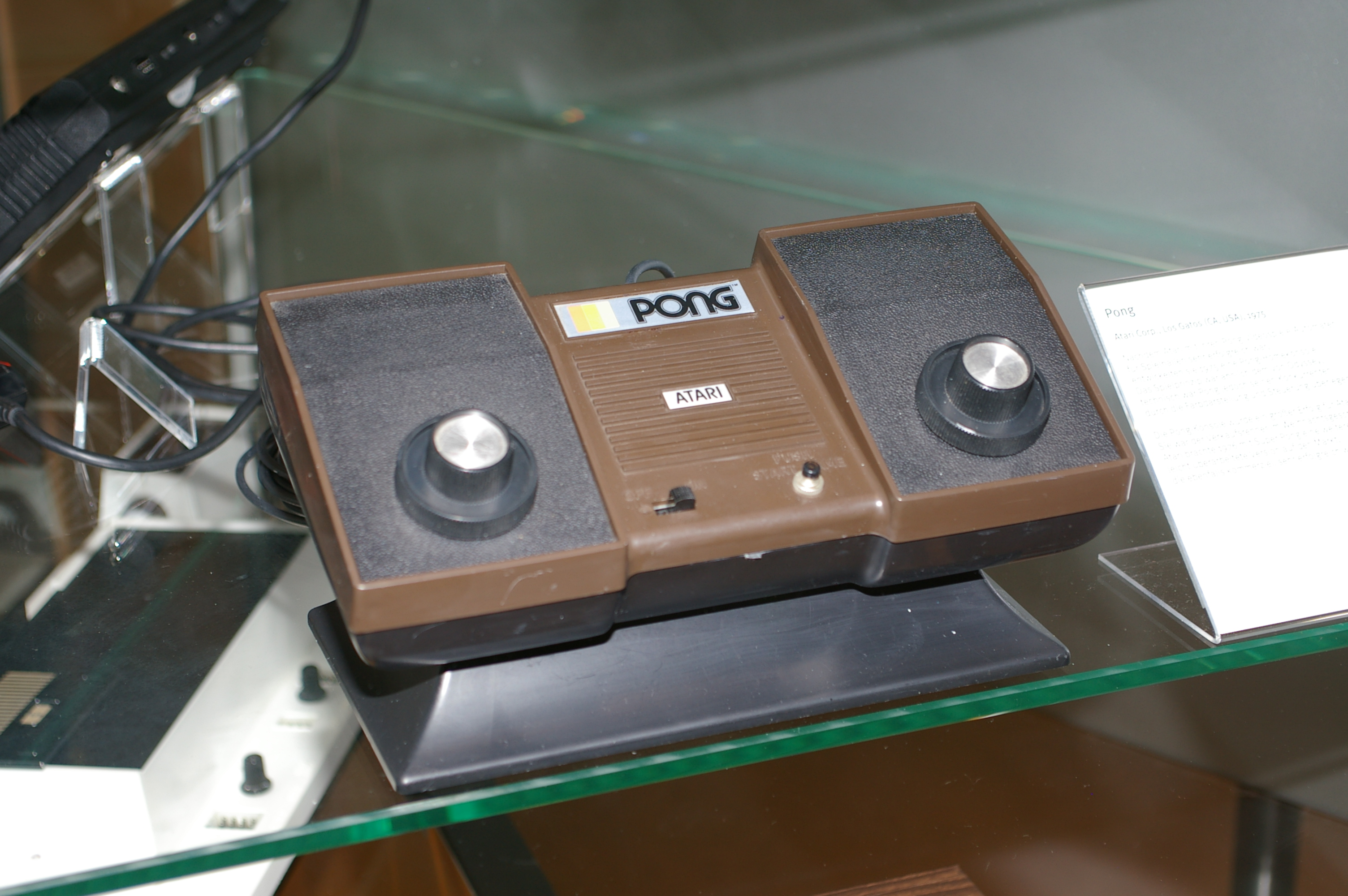
Pong

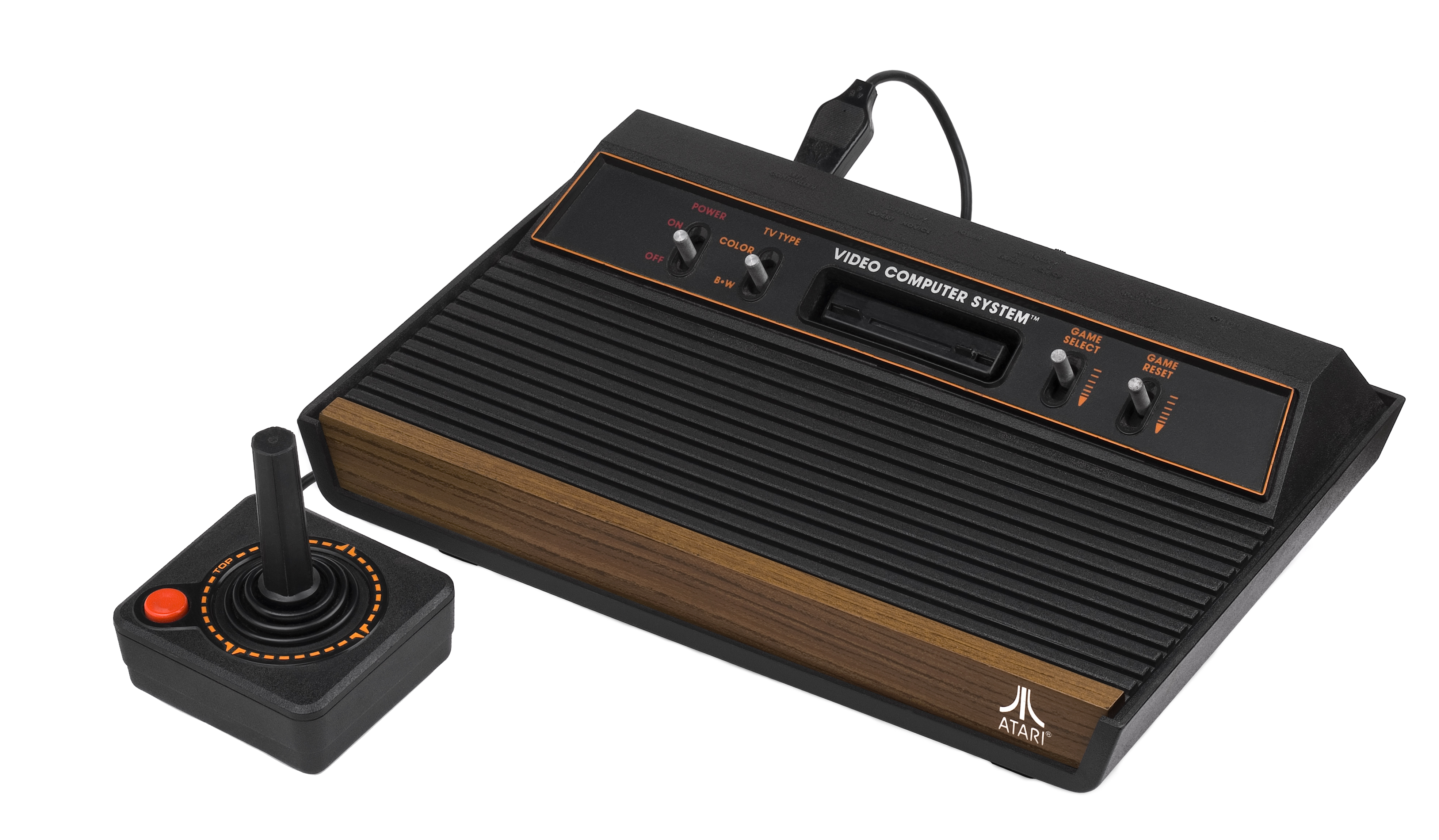
Atari 2600

Atari byla založena v roce 1972 Nolanem Bushnellem a Tedem Dabneyem. Nastartovala herní průmysl jejich původní hrou PONG. Domácí verze PONGu, která se připojovala k televiznímu přijímači, byla jednou z vůbec prvních videoherních konzolí.
Atari Inc. se původně měla jmenovat Syzygy podle astronomického termínu. Protože ale už existovala firma s tímto názvem, Bushnell napsal několik slov ze hry Go (jejímž byl vášnivým hráčem) a nakonec zvolil slovo Atari, které se používá k informování protihráče, že jeho kámen je v nebezpečí a může být sebrán oponentem. Má tedy podobný význam jako slovo „šach“ v šachu. Navíc slovo „Atari“ je dobře zapamatovatelné.
Bushnell prodal Atari Warner Communications v roce 1976 za $28–$32 milionu. Část peněz použil k nákupu Folgers Mansion. Z firmy odchází v roce 1979. Jako část „Warnerů“ Atari dosáhla svého největšího úspěchu, prodala miliony herních konzolí Atari 2600. Stává se nejrychleji rostoucí společností v historii Spojených států amerických (ve své době).

### Osmdesátá léta: Běh přes překážky

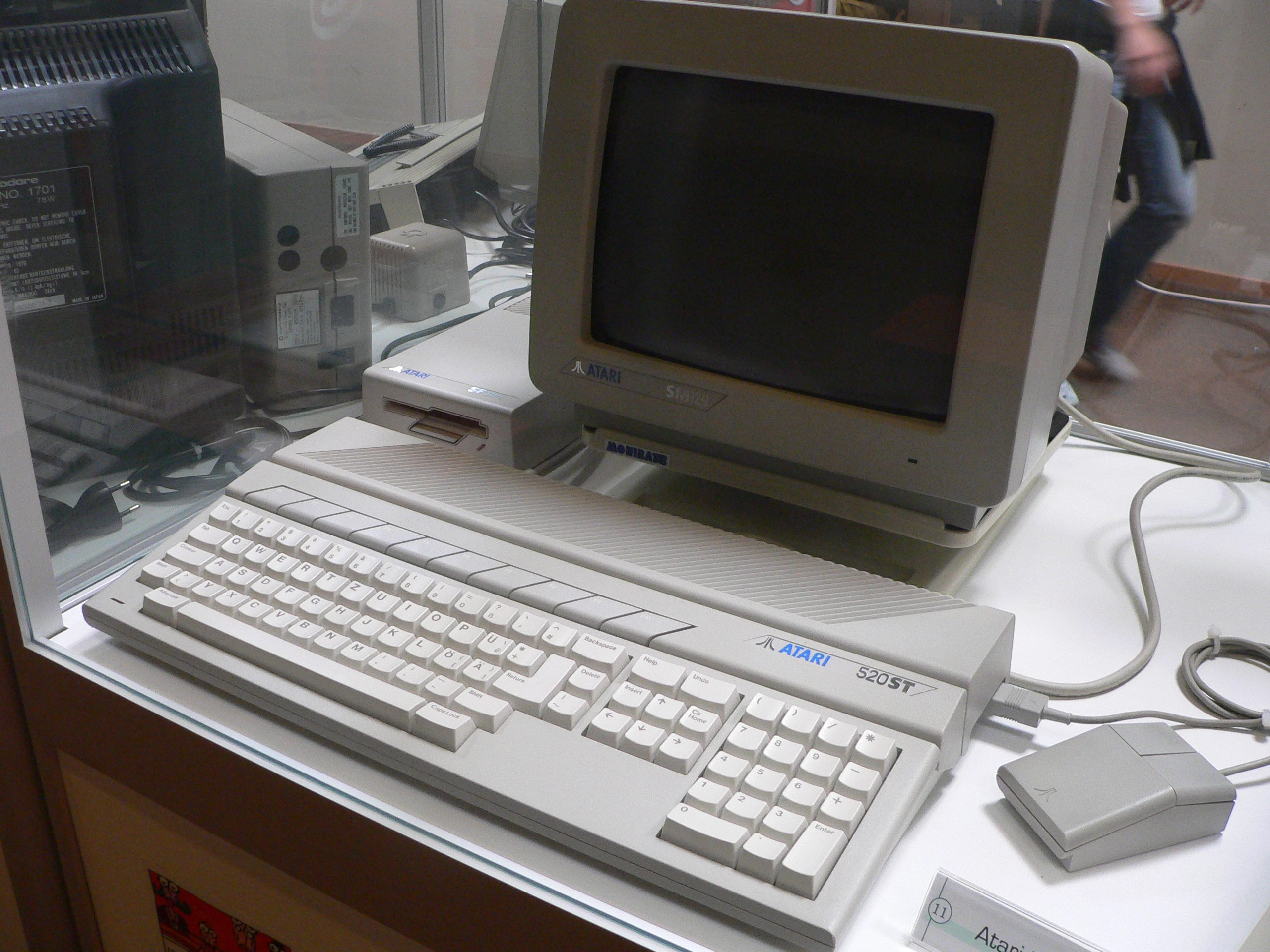
Atari ST

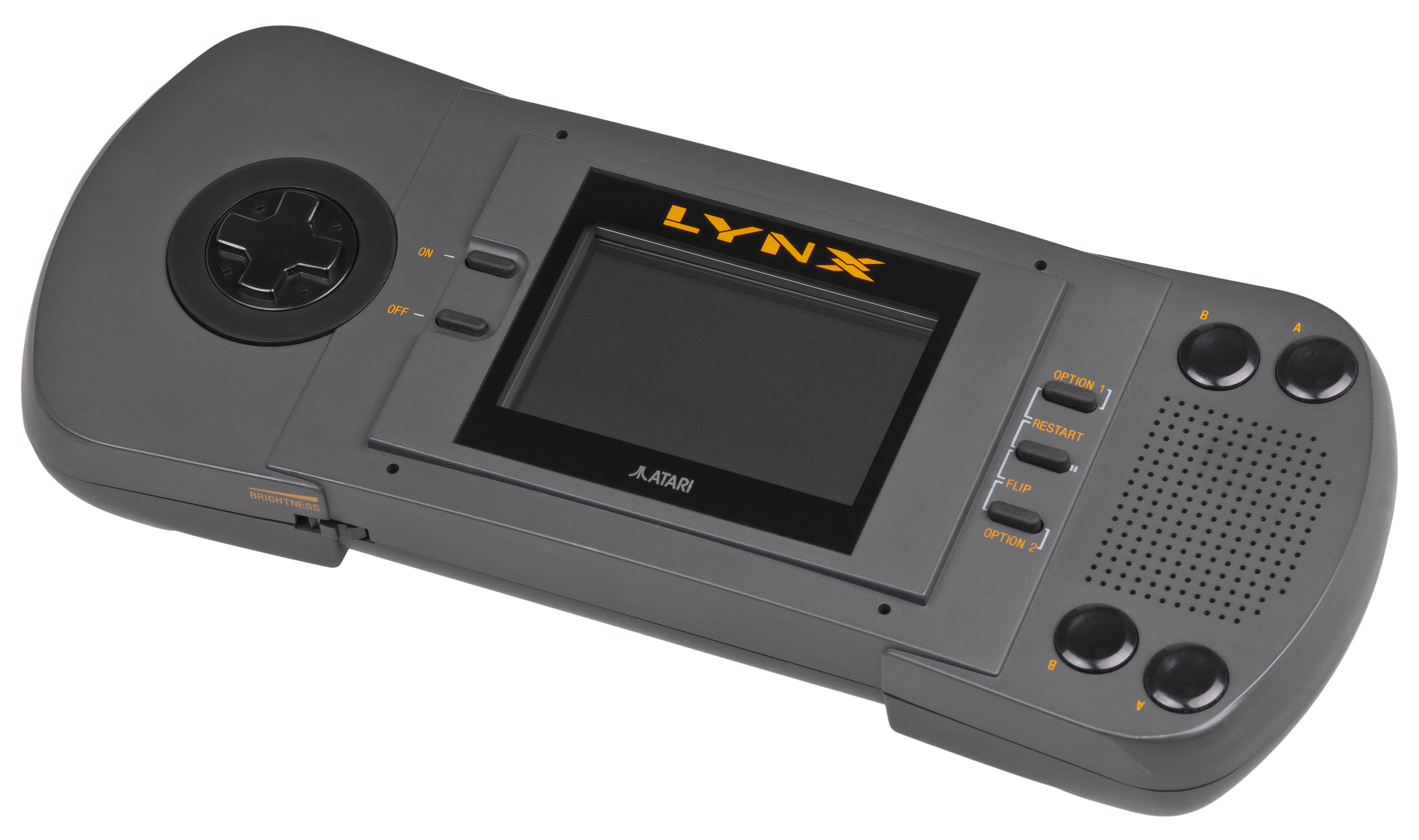
Atari Lynx

Ačkoli Atari 2600 získala lví podíl na videoherním trhu, dostala v roce 1980 tuhou konkurenci od Mattelu a jejich konzole Intellivision, jejíž reklama nabízela kvalitnější grafiku v porovnání s 2600. Atari 2600 ale zůstala držitelem standardu zejména díky podílu na trhu a také velkým množstvím rozmanitých her, které byly pro 2600 k dispozici.
Nicméně Atari se řítila do problémů. Její divize počítačů, herních konzolí a mincových automatů pracovaly nezávisle na sobě a málokdy spolupracovaly. Nepodařilo se jí vyrovnat se s krutým bojem a nelítostnými cenovými válkami trhu a už nikdy nebyla schopna navázat na úspěch 2600. V roce 1982 Atari vydává 2 velmi propagované herní tituly (Pac-Man a E.T.), které se vzápětí stávají totálními propadáky.
V roce 1982 jde Atari do soudního sporu s konkurenční Activision, kterou založili bývali zaměstnanci Atari a otevřeli tak vývoj pro 2600 dalším firmám. Trh se velmi rychle nasytil a stlačil tak ceny dolů. Navíc v prosinci 1982 vedoucí pracovníci Ray Kassar a Dennis Groth byli obviněni z nelegálních obchodů, nakonec ale vyšlo najevo, že k žádným podvodům nedošlo.
Nová herní konzole Atari 5200 vyšla v roce 1982. Konzole byla neúspěšná kvůli její malé herní knihovně, nekompatibilitě s 2600 a příliš nízkému zlepšení grafiky oproti svému předchůdci. Mnoho her na 5200 se objevilo jen jako aktualizované verze 2600 titulů.
Atari měla stále úžasný podíl na trhu. Byla číslem 1 všude, kromě Japonska, jehož trh patřil od roku 1983 Nintendu, které prodávalo svou první konzoli Famicom, známou také jako NES. Tento systém se v Japonsku velice rychle rozšířil a tak Nintendo začalo hledat nové trhy. Nabídli Atari pod licencí vyrábět a prodávat jejich systém. Tyto dvě společnosti předběžně podepsaly smlouvu v létě 1983 na výstavě CES. Coleco předváděla na stejné akci jejich nový počítač Coleco Adam a na vystaveném kusu běžel Donkey Kong od Nintenda. Ale Atari vlastnila práva na počítačovou verzi hry. Výkonný ředitel Atari Ray Kassar vyčítal Nintendu dvojitou nabídku licencí. Nintendo tak nakonec šlo do obchodu s Colecem. Ray Kassar musel Atari opustit a nabídka Famicomu začala od začátku.
Tyto problémy následoval neblaze proslulý krach trhu s videohrami, který způsobil ztrátu více než 500 milionu dolarů. Ceny akcií Warnerů klesly ze 60$ na 20$. Společnost začala hledat kupce na ztrátové divize. Atari si už nemohla dovolit přijmout nabídku Nintenda. To bylo nakonec přinuceno obchodovat na americkém trhu samostatně.
V červenci 1984 koupil za 240 milionu dolarů divizi počítačů a herních konzolí Jack Tramiel, který zrovna odešel z konkurenční firmy Commodore International. Warneři si nechali divizi herních automatů, kterou provozovali pod jménem Atari Games a v roce 1985 ji prodali firmě Namco. Začínající divize Ataritel byla prodána Mitsubishi.

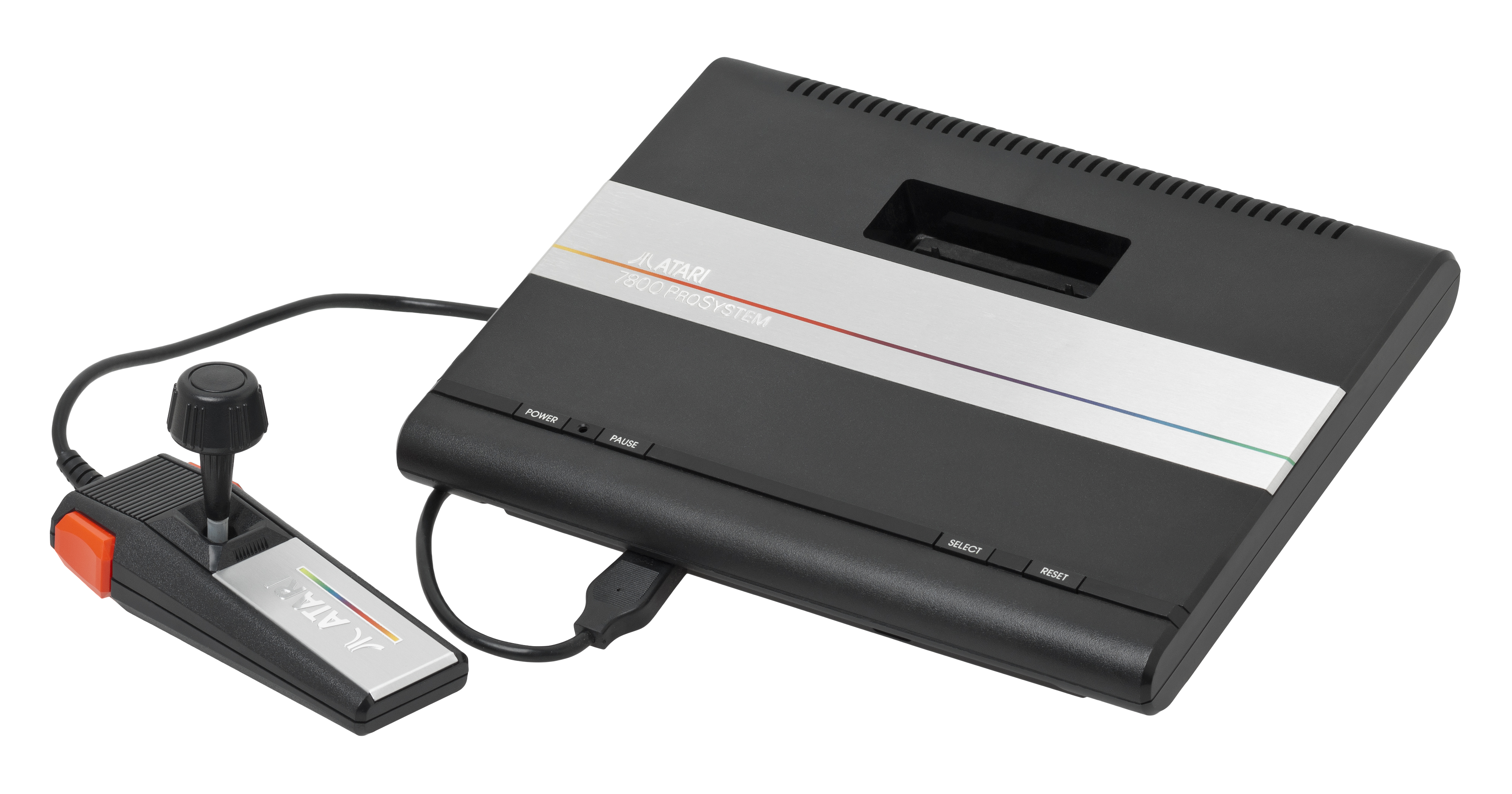
Atari 7800

Atari Corp. pod Tramielovým vedením vyvinula 16bitový počítačový systém Atari ST. V roce 1985 se také na trhu objevila nová řada 8bitových počítačů Atari XE a v roce 1986 následovala omlazená herní konzole Atari 2600jr. Řada Atari ST byla velmi úspěšná v Evropě (V U.S. se takový úspěch nekonal), kde se prodalo zhruba 4 miliony kusů. STčka byla úspěšná mezi muzikanty, zejména pro vestavěný interface MIDI. Časopis Chip vyhlásil tři roky po sobě počítače řady ST jako počítač roku. Nicméně protivník Amiga byl úspěšnější zhruba v poměru 1:1,5. 
Herní konzole Atari 7800 z roku 1986 bylo již o něco úspěšnější než 5200, bylo tomu zřejmě díky výrazně zlepšené grafice a zpětné kompatibilitě s 2600. Atari také vyráběla levné PC kompatibilní stroje a jeden z prvních palmtopů Atari Portfolio.
V roce 1989 Atari začíná prodávat přenosnou konzoli Lynx s barevným LCD displejem. Kvůli nedostatku součástek ale systém propásl vánoční sezónu. Výsledkem byla ztráta čelní pozice, kterou zaujal Game Boy od Nintenda, který měl jenom černobílý displej. Atari Corp. podala žalobu na Nintendo pro monopolní chování a prohrála.

### Devadesátá léta: Úpadek

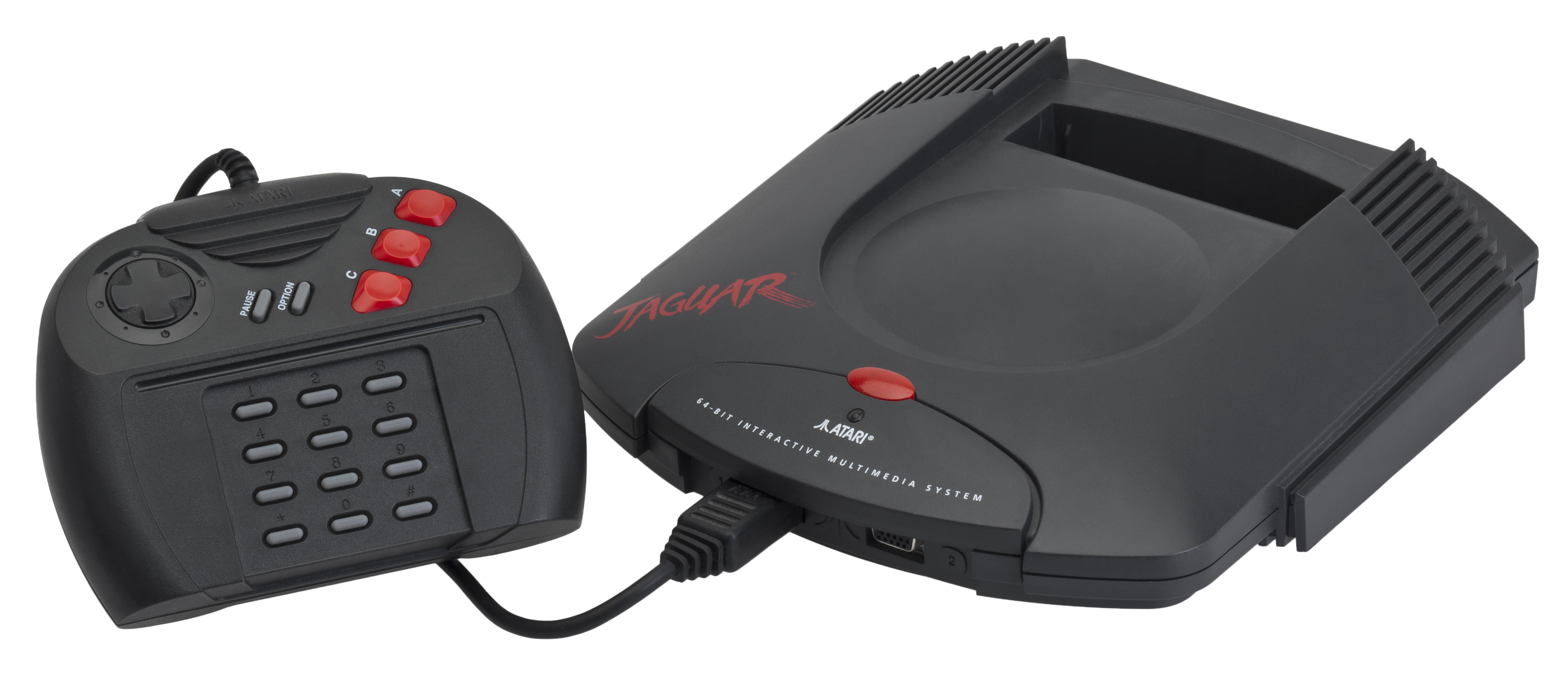
Atari Jaguar

Tak jak bledla sláva počítačů Atari ST a PC kompatibilních, Atari se opět soustředila na herní konzole a hry. V roce 1993 Atari vydává svou poslední herní konzoli - 64bitový Atari Jaguar. Největšími problémy konzole byly multi-čipová architektura, hardwarové chyby a chybějící nástroje pro podporu vývojářů ztěžují vývoj her. Neohromující prodeje dále přispěly k nedostatečné podpoře třetích stran. To, kromě nedostatku interního vývoje v Atari, vedlo k herní knihovně obsahující pouze 50 licencovaných her + dalších 13 her na Jaguar CD. Komerční selhání Jaguaru přimělo společnost Atari trh s videoherními konzolemi opustit.
V roce 1996 po sérii úspěšných soudních procesů a dobrých investic má Atari miliony dolarů, ale neúspěch konzolí Lynx a Jaguar zapříčinil, že firma nemá žádný prodejný produkt. Navíc Tramiel a jeho rodina chce z firmy odejít. Výsledkem je řada změn vlastníka. V červnu 1996 se Atari spojil s JTS Inc. Atari zaujímá roli „dojné krávy“ pro její kapitál a patenty. Následkem toho jméno Atari pomalu mizí z trhu.
Ačkoli originální Atari přestává existovat, velká skupina neoficiálních vývojářů zůstává věrná původním herním konzolím a počítačům. Většina retro akcí jako Classic Gaming Expo, Philly Classic, and the Midwest Gaming Classic se zaměřuje právě na Atari.
Vzniká spousta www stránek (například AtariAge.com), které podporují nové produkty pro už klasické herní konzole a počítače.
V roce 1998 JTS prodává jméno a majetek Atari Hasbro Interactive za 5 milionů dolarů, což je méně než pětina co Warner Communication zaplatil před 22 lety. Následně v prosinci 2000 Hasbro prodává Atari francouzskému vydavateli Infogrames.
Mezitím v roce 1986 Atari Games převzali její zaměstnanci, kteří také založili Tengen, která produkuje domácí verze jejich her. Time-Warner postupně nakupuje akcie, aby nakonec (v roce 1994) opět vlastnil celou firmu.
V ten okamžik Atari Games přestává existovat a stává se součástí Time-Warner Interactive. V roce 1996 Time-Warner prodává TWI společnosti WMS Industries, Inc., která vlastní v té době Midway. WMS převádí majetek pod Midway a přejmenovává společnost zpět na Atari Games. Během let 1999–2000 Midway nechce vyjednávat s Hasbrem, což vede k poslední změně jména společnosti na Midway Games West. V roce 2003 Midway opouští herní průmysl a tím zavírá poslední kapitolu ve které hraje divize z původní Atari.

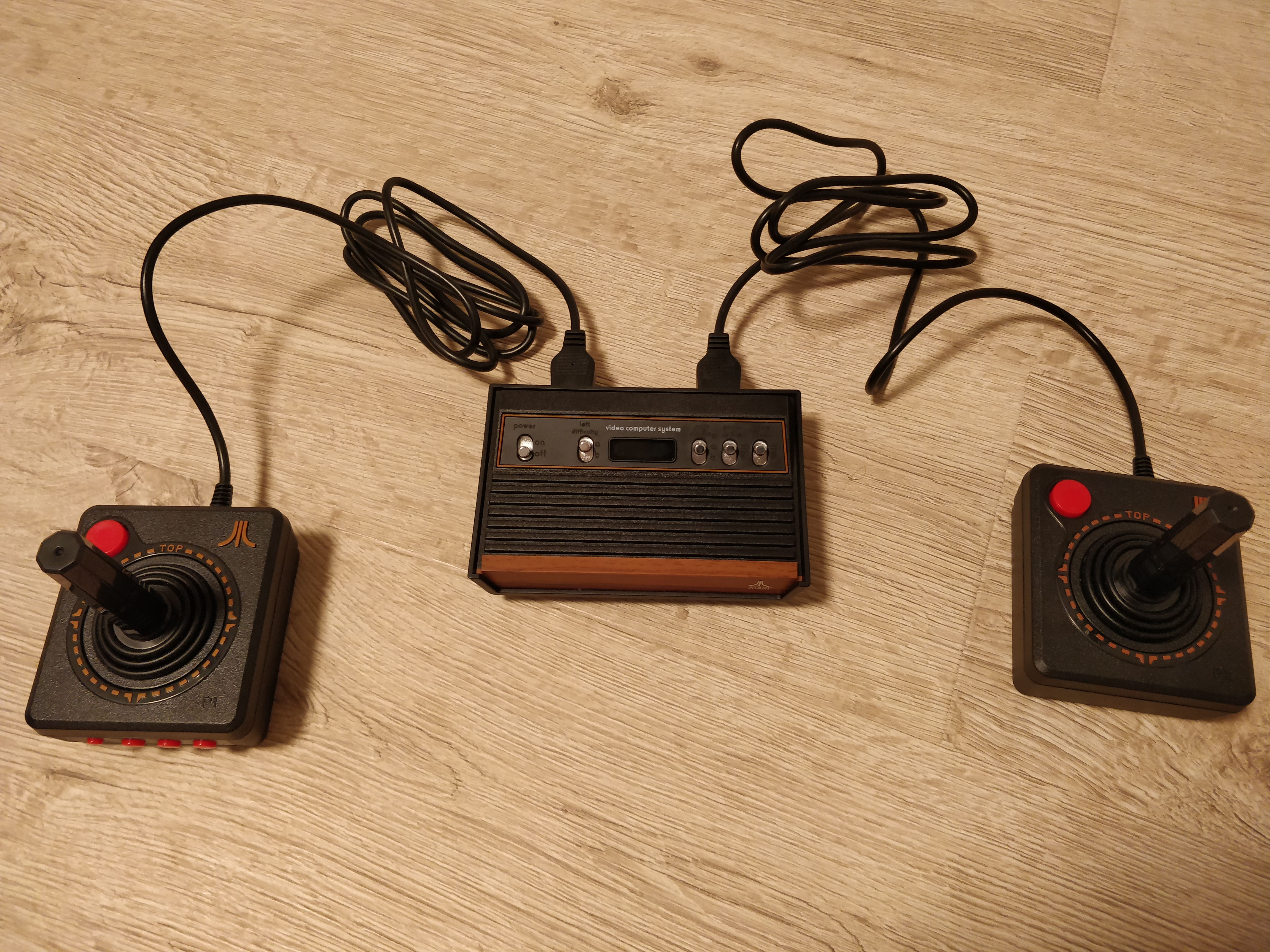
Atari Flashback X

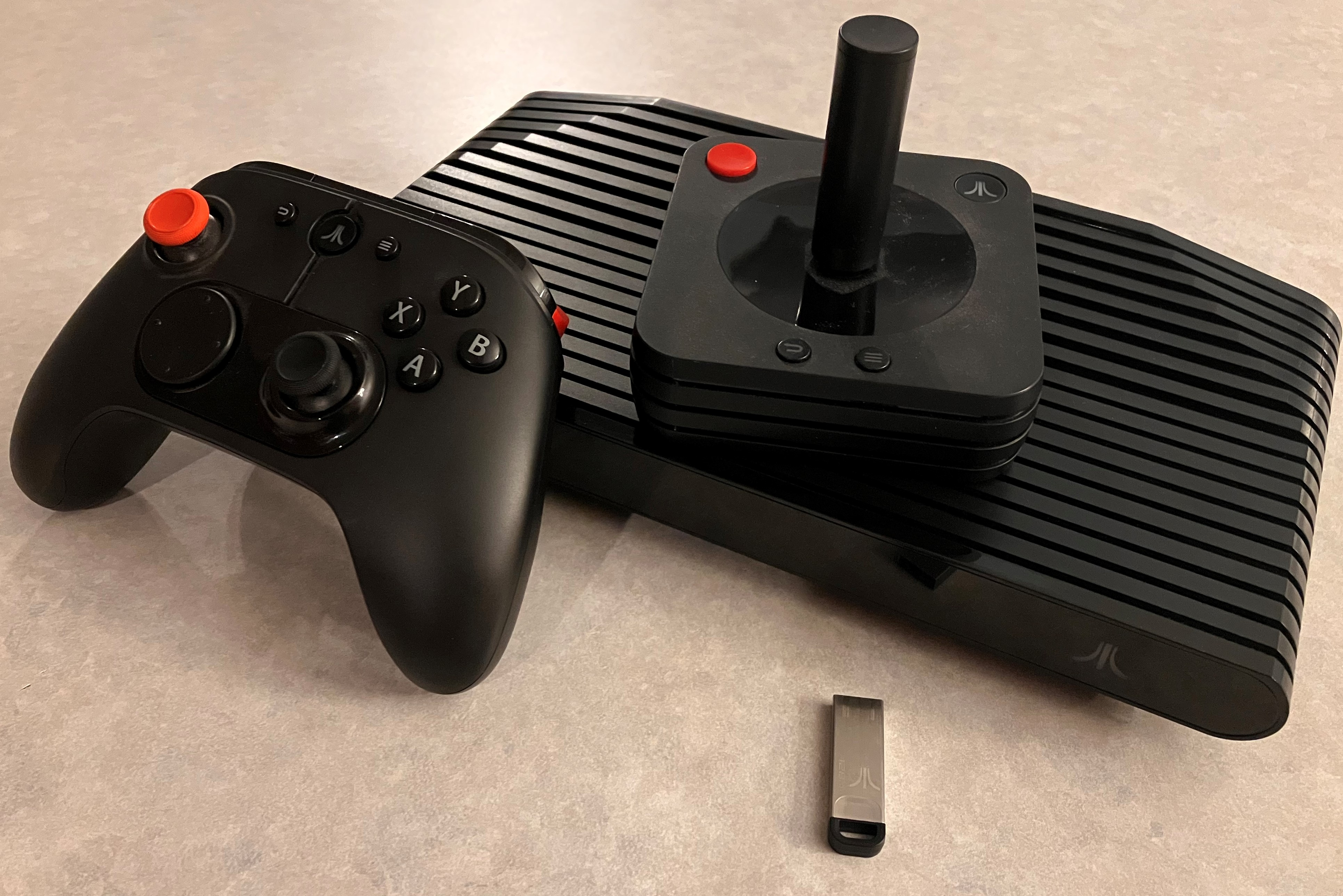
Atari VCS

### Počátek nového tisíciletí: Obnova
V říjnu 2001 Infogrames oznamuje nový začátek Atari a vydává pod touto značkou 3 nové hry. 7. května 2003 se americká divize Infogrames oficiálně přejmenovává na Atari, Inc., evropská divize se stává Atari Europe. Hlavním vlastníkem se stává společnost Infogrames Entertainment. Poté vydává například úspěšné hry Unreal Tournament 2003/2004, Unreal II a Alone in the Dark.
V letech 2004 až 2011 společnost Atari vyráběla a prodávala herní retro konzole Atari Flashback, designem připomíná Atari 2600. Od roku 2011 jsou tyto konzole produkovány společností AtGames na základě licence od Atari. Verze konzole jsou Atari Flashback 1-9 a X (také Deluxe či Gold). Počet zabudovaných retro her se pohybuje mezi 20 až 130, novější verze také již disponují bezdrátovými ovladači.
Dne 21. ledna 2013 firma oficiálně vyhlásila bankrot. Společnost Atari se vynořila z bankrotu o rok později, vstupem do videoherního průmyslu kasin jako Atari Casino.
Od roku 2016 se prodává Atari Flashback Portable, disponuje 60-80 retro hrami.
V červnu 2021 společnost vydala konzoli Atari VCS, designem připomíná Atari 2600, je možno hrát moderní hry přes operační systém založeným na Linuxu a součástí konzole je stovka retro klasik. Konzole disponuje procesorem AMD Raven Ridge, grafikou AMD Radeon Ryzen a umožní přehrávat i 4k video. Konzole se dodávají jen do Severní Ameriky, Austrálie a Nového Zélandu.

## Hlavní produkty

### Herní konzole

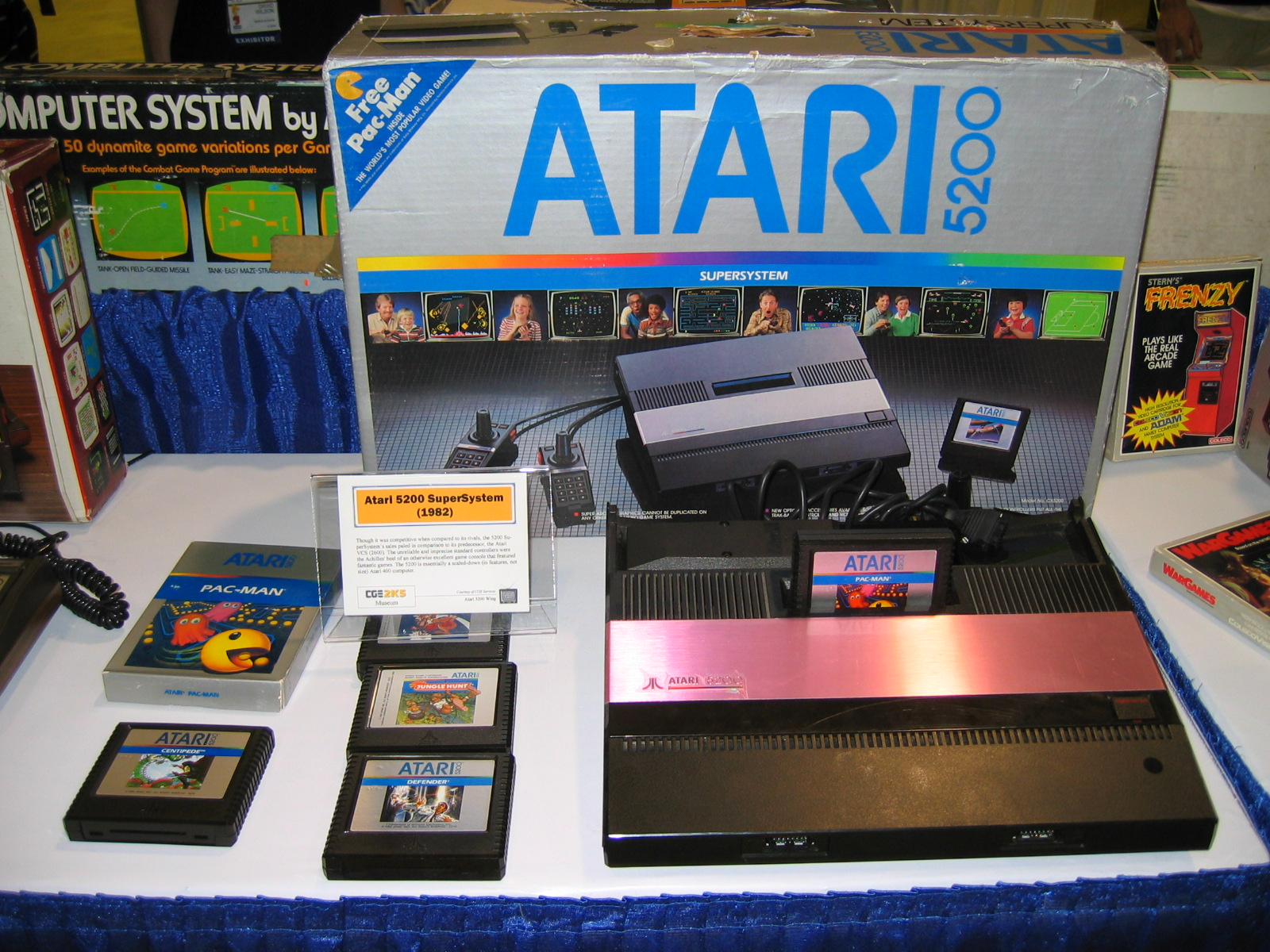
Atari 5200

- Pong, Stunt Cycle, Video Pinball (1972-1977)
- Atari 2600 (1977)
- Atari 5200 (1982)
- Atari 7800 (1986)
- Atari Lynx (1989)
- Atari Jaguar (1993)
- Atari Flashback (od 2004)
- Atari VCS (od 2021)

### PC

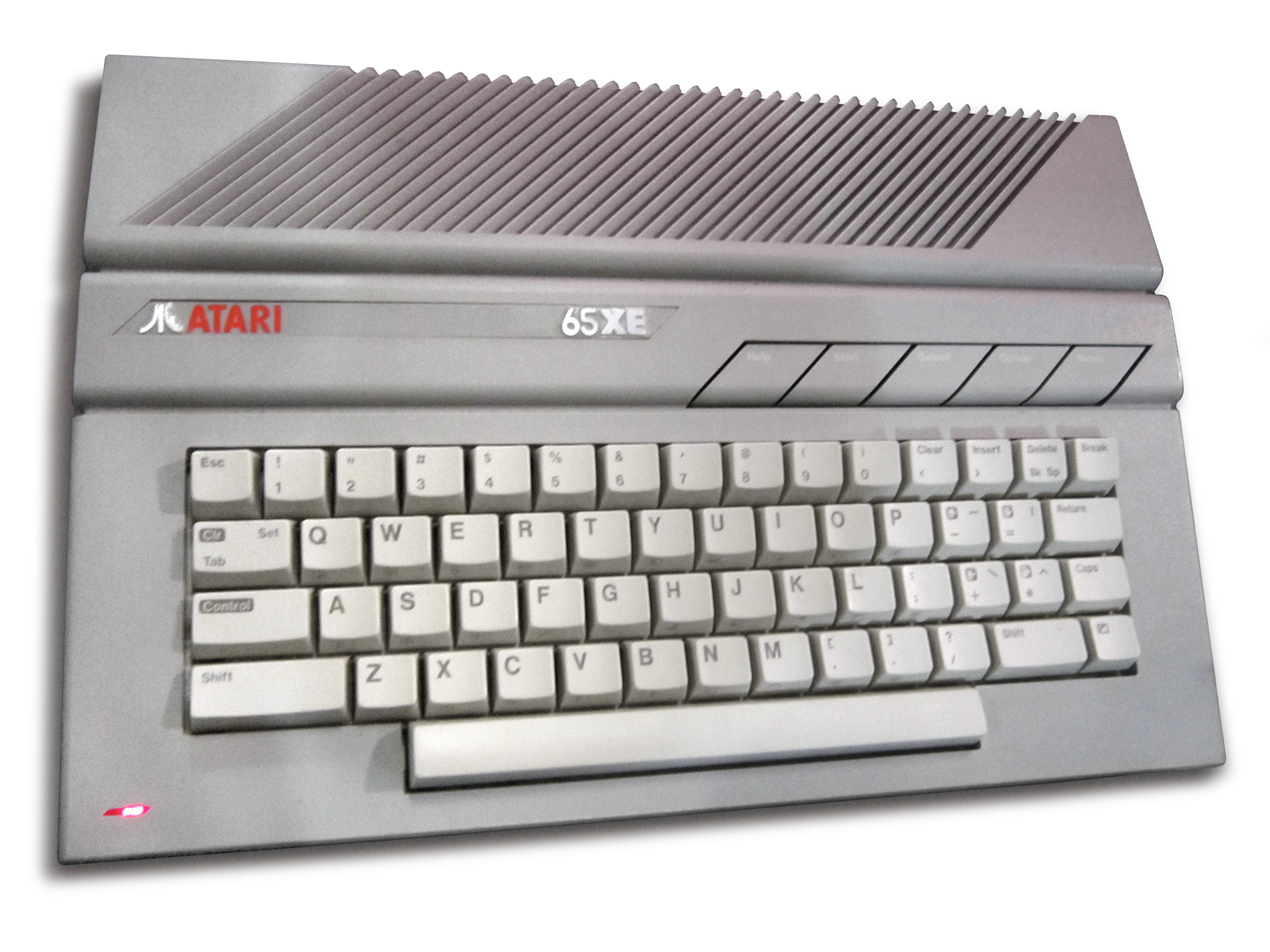
Atari 65XE (v Československu Atari 800XE)

- Osmibitové počítače Atari (400/800/XL/XE) (1979-1992)
- Atari ST, Atari STE (1985)
- Atari Transputer Workstation (1989)
- Atari MEGA ST, Atari MEGA STE (1991)
- Atari TT030 (1990)
- Atari Falcon (1992)

### Přenosné počítače
- Atari STacy (1989)
- Atari Portfolio (1989)
- ST BOOK (1991)

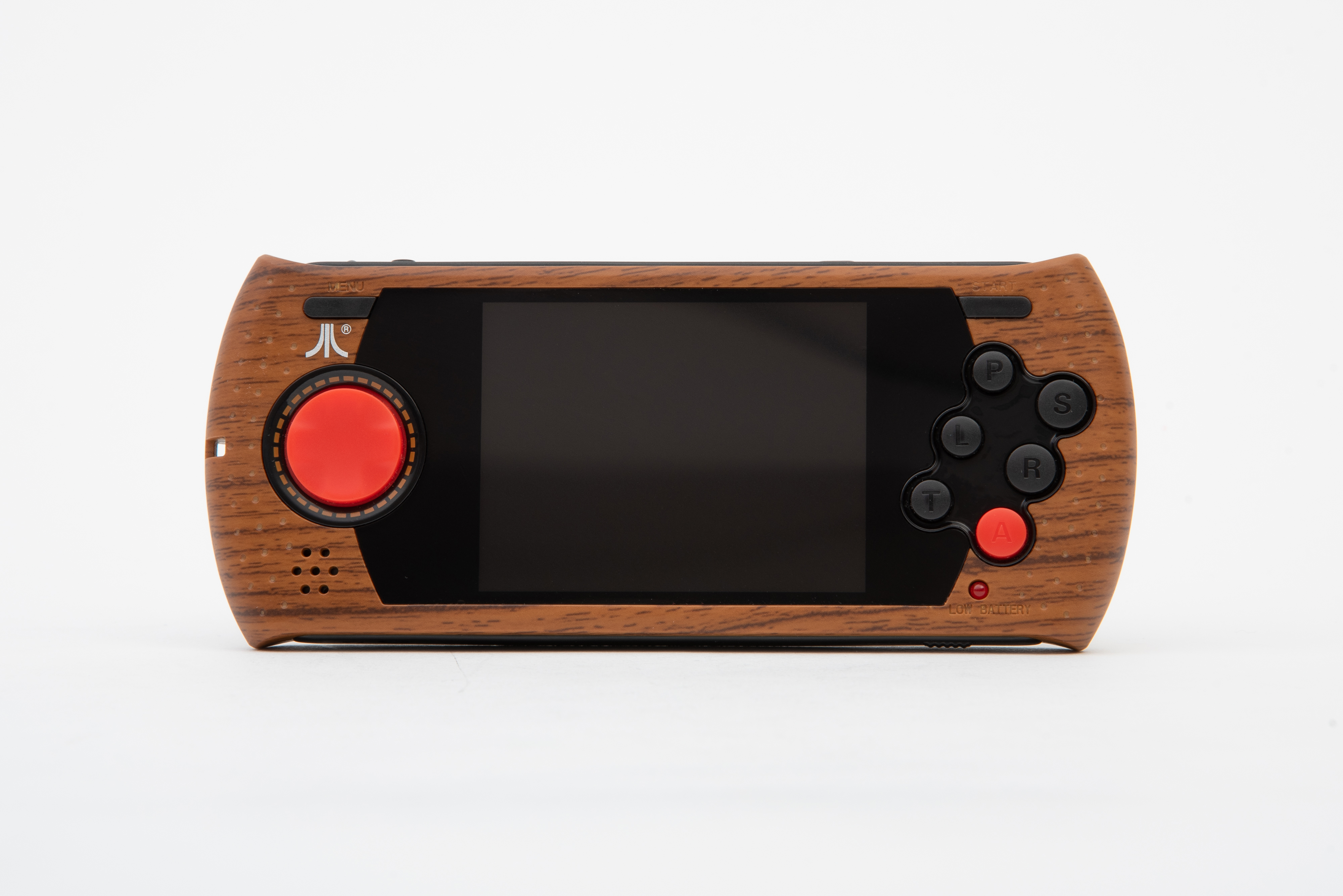
Atari Flashback Portable

- Atari Flashback Portable (od 2016)

### Produkované hry
Pro Atari 2600 společnost vyprodukovala okolo 130 her, dalších 30 her pro Atari 5200, 50 her pro Atari 7800 a 4 hry pro Atari Jaguar.

### Distribuované hry
- Dungeons & Dragons: Heroes
- Asterix & Obelix XXL
- Mission: Impossible – Operation Surma
- Deer Hunter
- Unreal II: The Awakening
- Unreal Tournament 2003
- Unreal Tournament 2004
- Transformers (2004)
- Driver 3
- Test Drive Unlimited
- Chris Sawyer's Locomotion
- Fahrenheit (2005)
- The Matrix: Path of Neo
- Asterix & Obelix XXL 2: Mission: Las Vegum
- Dungeons & Dragons: Daggerdale
- Terminator 3: Rise of the Machines
- RollerCoaster Tycoon 3
- Neverwinter Nights 2
- The Chronicles of Riddick: Assault on Dark Athena
- Ghostbusters: The Video Game
- Test Drive Unlimited 2
- Alone in the Dark (2008)
- Alone in the Dark: Illumination
- RollerCoaster Tycoon World
- Tempest 4000